# انفجار (فیلم ۲۰۱۶)
انفجار (انگلیسی: Standoff) یک فیلم در ژانر مهیج و جنایی است که در سال ۲۰۱۶ منتشر شد. از بازیگران آن می‌توان به لارنس فیشبرن و توماس جین اشاره کرد.